# Desdemona (John's Children)
Desdemona è un brano musicale scritto da Marc Bolan e inciso la prima volta dai John's Children, il gruppo di cui Bolan fece parte per un breve periodo. Venne pubblicata come singolo su 45 giri dalla Track records nel 1967 con Remember Thomas A. Becket sul lato B. Nel 1997 sarebbe stata inoltre inserita nella compilation dei riformati John's Children Jagged Time Lapse, pubblicata dalla NMC Recordings.

## Il brano
Quando il brano uscì, si pensava che avrebbe potuto arrivare nelle prime posizioni delle classifiche di vendita, ma fu messo al bando dalla BBC per il verso "lift up your skirt and fly" (alzati la gonna e vola), considerato scandaloso dall'emittente britannica. Bolan sostenne invece che il brano e il verso fossero riferiti a una strega. Il bando contribuì all'insuccesso commerciale di Desdemona, che divenne comunque popolare e fu considerata in seguito una delle migliori pubblicazioni britanniche del 1967. Ne fu poi registrata una versione con il verso "why do you have to lie" al posto dell'incriminato "lift up your skirt and fly" e con l'aggiunta di un organo in sovraincisione, che fu inserita nella compilation John's Children del 1999.
Oltre a comporre il brano, Bolan era appena diventato membro della band e prese parte alla registrazione come chitarrista e seconda voce, mentre la prima voce fu Andy Ellison, uno dei membri fondatori. Pochi mesi dopo esservi entrato, Bolan lasciò il gruppo e fondò i Tyrannosaurus Rex, con cui divenne famoso. I John's Children, che ebbero problemi anche negli Stati Uniti per il titolo del loro album Orgasm, si sciolsero nel 1968 e si riunirono nel 1992, suonando spesso il brano nei concerti e ne inserirono anche una versione dal vivo nell'album Music for the Herd of Herring del 2001.

## Cover
Tra i musicisti che reinterpretarono il brano vi furono i Radio Stars, featuring il cantante dei John's Children Andy Ellison, Marsha Hunt, The Jam, gli australiani Icehouse e gli statunitensi The Three O'Clock. I membri dei John's Children Ellison e Townson formarono il gruppo Jet e registrarono una versione di Desdemona per il loro album Nothing To Do With Us.

## Formazione
- Andy Ellison: voce
- Marc Bolan: chitarra elettrica e seconda voce
- John Hewlett: basso
- Chris Townson: batteria